# 1996 en football
Cet article présente les faits marquants de l'année 1996 en football, dont l'événement majeur est l'Euro 96, remporté par l'Allemagne.

## Février
- 3 février, Coupe d'Afrique des nations, finale : l'Afrique du Sud remporte la Coupe d'Afrique des nations (CAN) en battant la Tunisie en finale. La Zambie se classe 3e et le Ghana 4e.
- 11 février, Championnat d'Espagne : au Camp Nou, le FC Barcelone s'impose 3-0 sur le Real Madrid. Meho Kodro est l'auteur d'un doublé en faveur du Barça.

## Avril
- 6 avril, Coupe de la Ligue, finale : le FC Metz remporte la Coupe de la Ligue contre Lyon aux tirs au but.
- 6 avril, la première rencontre de l'histoire de la Major League Soccer est jouée entre les San Jose Earthquakes et DC United.
- 14 avril, Coupe de France, demi-finale : les amateurs du Nîmes Olympique (D3) s'imposent 1-0 face aux professionnels du Montpellier HSC (D1). Pour la première fois, un club de troisième division se qualifie pour la finale de la Coupe de France.

## Mai
- 4 mai, Coupe de France, finale : l'AJ Auxerre remporte la Coupe de France face à Nîmes (club de 3e division) sur le score 2-1. C'est la deuxième Coupe de France gagnée par l'AJA.
- 5 mai, Championnat d'Angleterre : pour la cinquième fois en six ans, Éric Cantona est champion d'Angleterre. C'est le troisième titre consécutif pour Manchester United.
- 8 mai, Coupe d'Europe des vainqueurs de coupe, finale : le Paris Saint-Germain remporte la Coupe d'Europe des vainqueurs de coupe face au Rapid Vienne, 1-0.
- 10 mai : Ruud Gullit prend le poste d'entraîneur de Chelsea. Il succède à Glenn Hoddle.
- 11 mai, Championnat de France : l'AJ Auxerre remporte le Championnat de France de football et signe le premier doublé Coupe-Championnat de son histoire.
- 11 mai, Coupe d'Angleterre, finale : nouveau doublé Coupe-Championnat pour Manchester United qui s'adjuge la FA Challenge Cup face à Liverpool (1-0). L'unique but de la partie est signé par le King Éric Cantona.
- 15 mai, Coupe UEFA, finale : le Bayern Munich remporte la Coupe de l'UEFA en battant les Girondins de Bordeaux en finale (2-0 puis 3-1). C'est la première coupe de l'UEFA remportée par le club bavarois et c'est la deuxième fois qu'un club français parvient en finale de la C3.

- 17 mai : l'Olympique de Marseille est promu en Division 1 après deux saisons de purgatoire en Division 2.
- 19 mai : à la stupeur des fans anglais, ni Éric Cantona, ni David Ginola ne représenteront la France à l'Euro 96 qui se jouera en Angleterre.
- 22 mai, Ligue des champions de l'UEFA, finale : la Juventus remporte la Ligue des champions face à l'Ajax Amsterdam aux tirs au but. C'est la deuxième Ligue des champions gagnée par la Juventus.
- 24 mai : le milieu de terrain des Girondins de Bordeaux, Zinédine Zidane, est transféré à la Juventus. C'est Michel Platini qui soumet l'idée de ce transferts aux dirigeants turinois.
- 31 mai : la FIFA désigne le Japon et la Corée du Sud comme organisateurs de la Coupe du monde 2002. C'est la première fois que deux pays sont désignés pour organiser une Coupe du monde.

## Juin

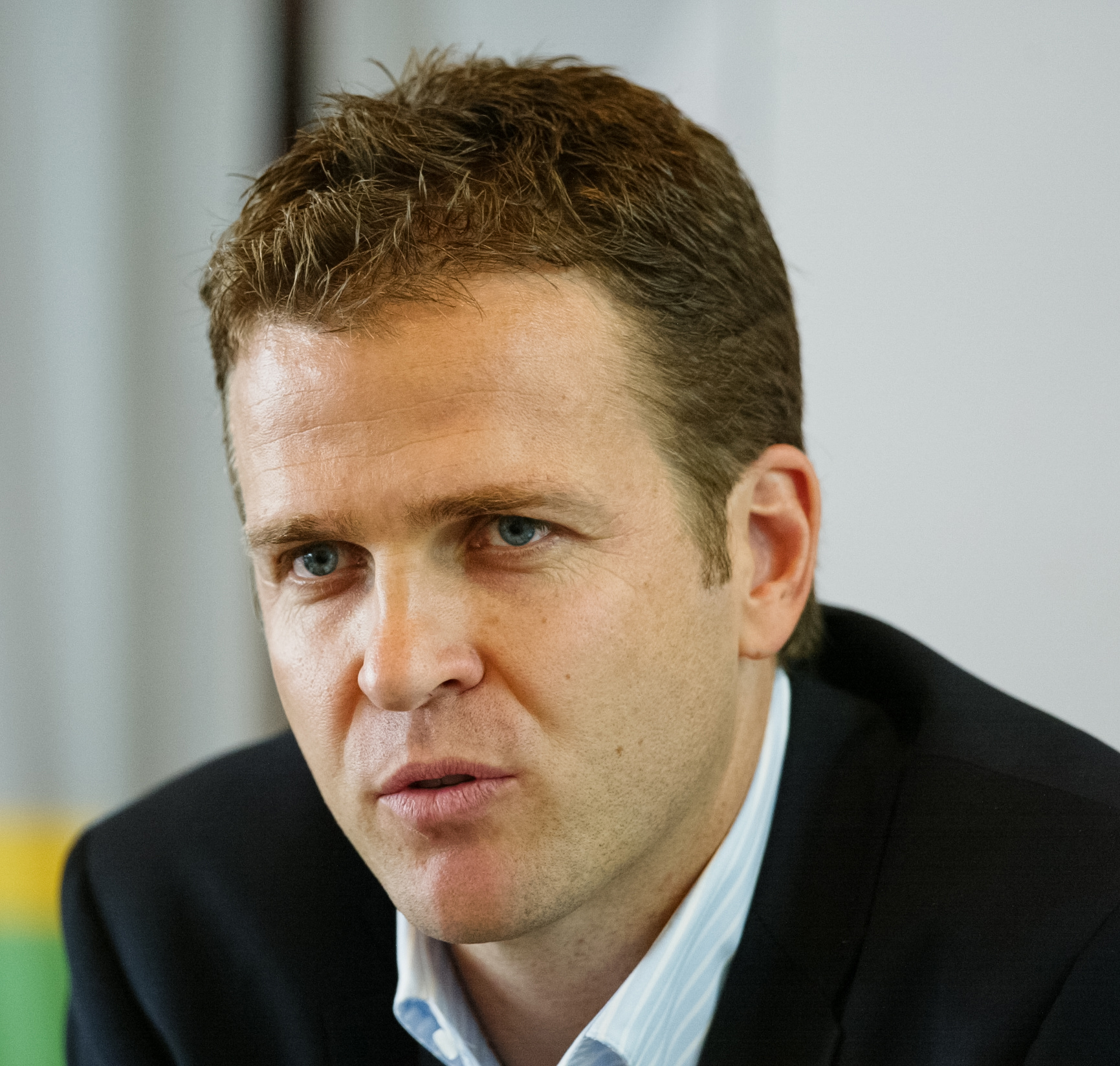
Oliver Bierhoff, buteur en or en finale de l'Euro 96.

- 26 juin, Copa Libertadores, finale : le CA River Plate remporte la Copa Libertadores face à l'América de Cali.
- 30 juin, Championnat d'Europe des nations, finale : l'Allemagne remporte le Championnat d'Europe de football en battant la République tchèque (score : 2-1, avec un but en or d'Oliver Bierhoff).

## Août
- 12 août :  Bruce Rioch est limogé de son poste d'entraîneur d'Arsenal. Stewart Houston, son adjoint, assure l'intérim.

## Septembre
- 10 septembre : George Graham devient le nouvel entraîneur de Leeds. Il prend la succession d'Howard Wilkinson, en poste depuis l'année 1988.
- 30 septembre : Arsène Wenger est nommé entraîneur d'Arsenal.

## Octobre
- 1er octobre : Arsène Wenger devient le nouveau manager d'Arsenal.
- 10 octobre : Raúl González reçoit sa première sélection en équipe d'Espagne, lors d'un match face à la République tchèque comptant pour les éliminatoires du Mondial 98.

## Novembre
- 9 novembre : l'équipe de Macédoine atomise le Liechtenstein sur le prolifique score de 11-1.

## Décembre
- 8 décembre, Championnat d'Espagne : à Santiago Bernabéu, le Real Madrid s'impose 2-0 sur le FC Barcelone. Les buts sont inscrits par Davor Šuker et par Predrag Mijatović.
- 14 décembre, Coupe des clubs champions africains, finale : le Zamalek Sporting Club (Égypte) remporte la Coupe d'Afrique des clubs champions en battant le Shooting Stars Football Club (Nigeria).
- 23 décembre : le footballeur allemand Matthias Sammer reçoit le Ballon d'or France Football 1996.

## Naissances
Plus d'informations : Liste d'acteurs du football nés en 1996.
- 1er janvier : Mahmoud Dahoud, footballeur germano-syrien.
- 11 janvier : Leroy Sané, footballeur allemand.
- 21 janvier : 
  - Marco Asensio, footballeur espagnol.
  - Cristian Pavón, footballeur argentin.
- 23 janvier : Ruben Loftus-Cheek, footballeur anglais.
- 26 janvier : Hwang Hee-chan, footballeur sud-coréen.
- 11 février : 
  - Jonathan Tah, footballeur allemand.
  - Lucas Torreira, footballeur uruguayen.
- 14 février : Lucas Hernandez, footballeur français.
- 6 mars : Timo Werner, footballeur allemand.
- 28 mars : Benjamin Pavard, footballeur français.
- 29 mars : Romain Del Castillo, footballeur français.
- 30 mars : Nayef Aguerd, footballeur marocain.
- 9 avril : Giovani Lo Celso, footballeur argentin.
- 11 avril : Dele Alli, footballeur anglais.
- 12 avril : Jan Bednarek, footballeur polonais.
- 26 avril : Jordan Siebatcheu, footballeur franco-américain.
- 17 mai : Youcef Atal, footballeur algérien.
- 30 mai : Aleksandr Golovin, footballeur russe.
- 12 juin : Davinson Sánchez, footballeur colombien.
- 13 juin : Kingsley Coman, footballeur français.
- 20 juin : Majid Hosseini, footballeur iranien.
- 7 août : Aaron Boupendza, footballeur gabonais.
- 14 août : 
  - Maxi Gómez, footballeur uruguayen.
  - Neal Maupay, footballeur français.
- 30 août : Gabriel Barbosa, footballeur brésilien.
- 27 septembre : Maxwell Cornet, footballeur ivoirien.
- 30 septembre : Nico Elvedi, footballeur suisse.
- 1er octobre : Saeid Ezatolahi, footballeur iranien.
- 11 novembre : Adam Ounas, footballeur algérien.
- 20 novembre : Denis Zakaria, footballeur suisse.
- 4 décembre: Diogo Jota, footballeur portugais.
- 6 décembre : Davide Calabria, footballeur italien.
- 19 décembre : Franck Kessié, footballeur ivoirien.
- 21 décembre : Ben Chilwell, footballeur anglais

## Principaux décès
Plus d'informations : Liste d'acteurs du football morts en 1996.
- 2 janvier : décès à 90 ans de Karl Rappan, international autrichien ayant remporté le Championnat d'Autriche en 1930 et 2 Championnat Suisse puis comme entraîneur 7 Championnat Suisse et 8 Coupe Suisse. Il fut également sélectionneur de son pays.
- 10 février : décès à 53 ans de Klaus-Dieter Seehaus, international est-allemand ayant remporté la médaille de bronze aux Jeux olympiques de 1964.
- 11 février : décès à 75 ans d'Olle Åhlund, international suédois.
- 14 février : décès à 86 ans de Louis Finot, international français ayant remporté le Championnat de France 1935[1].
- 14 février : décès à 77 ans de Bob Paisley, joueur anglais ayant remporté le championnat d'Angleterre en 1947 puis comme entraîneur 3 Coupe des clubs champions européens, la Coupe UEFA 1976 et 6 championnat d'Angleterre.
- 22 février : décès à 80 ans de Helmut Schön, international allemand devenu entraîneur. Il fut également sélectionneur de l'équipe de la RFA avec qui il remporta la Coupe du monde en 1974 et le Championnat d'Europe des nations en 1972.
- 2 mars : décès à 89 ans de Célestin Delmer, international français ayant remporté la Coupe de France 1933[2].
- 3 mars : décès à 83 ans de Mario Nicolini, joueur puis entraîneur italien.
- 6 mars : décès à 74 ans de Joseph Rabstejnek, joueur puis entraîneur français[3].
- 9 mars : décès à 74 ans d'Imre Kovács, international hongrois ayant remporté la médaille d'or aux Jeux olympiques 1952.
- 24 mars : décès à 55 ans de Jean-Claude Piumi, international français[4].
- 5 avril : décès à 73 ans d'Antoine Pons, joueur français[5].
- 8 avril : décès à 88 ans de Marcel Capelle, international français[6].
- 11 avril : décès à 73 ans d'Ademir, international brésilien ayant remporté le Championnat sud-américain des clubs champions en 1948, la Copa América 1949 et le Championnat panaméricain 1952.
- 15 mai : décès à 76 ans de Nordine Ben Ali, joueur français ayant remporté la Coupe de France en 1941 devenu entraineur[7].
- 23 mai : décès à 69 ans de Bernhard Klodt, international ouest-allemand ayant remporté la Coupe du monde 1954.
- 6 juin : décès à 77 ans de Jean Pessonneaux, joueur français ayant remporté la Coupe de France 1944[8].
- 28 juin : décès à 81 ans d'Ivan Jazbinšek, international yougoslave et croate ayant remporté la medaille d'argent aux Jeux olympiques 1948, 2 Championnat de Yougoslavie et 2 Championnat de Croatie.
- 30 juin : décès à 84 ans d'Antonio Franco, joueur espagnol ayant remporté la Coupe d'Espagne 1942 devenu entraîneur.
- 20 juillet : décès à 92 ans de František Plánička, international tchécoslovaque ayant remporté 8 Championnat tchécoslovaque.
- 2 août : décès à 79 ans d'Obdulio Varela, international uruguayen ayant remporté la Coupe du monde en 1950, la Copa América 1942 et 6 Championnat d'Uruguay devenu entraîneur.
- 13 août : décès à 67 ans de Michel Luzi, joueur français[9].
- 23 août : décès à 84 ans d'Øivind Holmsen, international norvégien ayant remporté la médaille de bronze aux Jeux olympiques de 1936.
- 25 août : décès à 52 ans de Reinhard Libuda, international ouest-allemand ayant remporté la Coupe des Coupes en 1966 et la Coupe d'Allemagne 1972.
- 28 août : décès à 84 ans de Lucien Perpère, joueur puis entraîneur français[10].
- 6 juin : décès à 77 ans de Jean Pessonneaux joueur français ayant remporté la Coupe de France 1944[8].
- 14 septembre : décès à 81 ans d'Arménak Erévanian, joueur français ayant remporté le Championnat de France 1937 et la Coupe de France 1935.
- 15 septembre : décès à 83 ans de Michel Homar, joueur français ayant remporté la Coupe de France 1941 devenu entraîneur[11].
- 28 septembre : décès à 76 ans de Marcos Aurelio Di Paulo, joueur argentin ayant remporté le Championnat du Mexique 1948, le Championnat d'Espagne 1949 et la Coupe d'Espagne 1951.
- 30 septembre : décès à 71 ans de Marcel Mansat, joueur français[12].
- 4 octobre : décès à 83 ans de Silvio Piola, international italien ayant remporté la Coupe du monde 1938 devenu entraîneur.
- 22 octobre : décès à 62 ans de Hermann Höfer, joueur allemand ayant remporté le Championnat d'Allemagne 1959.
- 6 novembre décès à 75 ans de Tommy Lawton, international anglais ayant remporté le Championnat d'Angleterre 1939 devenu entraîneur.
- 6 novembre décès à 80 ans de Harry Brophy joueur puis entraîneur australien.
- 16 novembre décès à 79 ans de Dondinho, joueur brésilien.
- 26 novembre : décès à 64 ans de Guido Gratton, international italien ayant remporté le Championnat d'Italie 1956 devenu entraîneur.
- 27 novembre : décès à 73 ans de Vladimir Firm, international yougoslave.
- 12 décembre : décès à 70 ans de Robert Baucomont, joueur français[13].

Date inconnue
- István Turbéky, joueur hongrois.

## Liens
- RSSSF : Tous les résultats du monde